# Labidus
Labidus (лат. , от лат. labidus «скользкий») — род средних и мелких по размеру кочевых муравьёв из подсемейства Dorylinae (Formicidae). Ранее рассматривался в составе ныне не выделяемого подсемейства Ecitoninae.

## Распространение
Новый Свет (Америка) от США (Оклахома, Техас, Луизиана) на севере ареала до северной Аргентины на юге.

## Описание
Ведут кочевой образ жизни. Проподеум рабочих без зубцов или выступов. Петиоль состоит из двух члеников. Каста солдат без серповидных челюстей. Усики 12-члениковые. Формула щупиков 2,3. Есь жало и коконы.
Колонны муравьёв сопровождает множество мирмекофилов. На теле рабочих перемещаются клещи Coxequesoma и Trichocylliba.
Образуют крупные колонии до 1 млн особей.

## Генетика
Геном вида Labidus coecus: 0,37 пг (C value)

## Классификация
Известно около 10 видов. В 2025 году на основе новых исследований вид Labidus mars был переведён в состав рода Neivamyrmex как Neivamyrmex mars (Forel 1912); таксон Labidus nero (Santschi 1930) (rev. stat.) — таксон на основе самцов, восстановлен из синонимии под L. mars; и L. denticulatus (Borgmeier 1955) (new stat.), таксон на основе самцов и бывший подвид L. mars, повышен до вида.
- Labidus auropubens (Santschi, 1920)
- Labidus coecus (Latreille, 1802)
- Labidus curvipes (Emery, 1900)
- Labidus denticulatus  (Borgmeier, 1955) (=Labidus mars denticulatus Borgmeier, 1955)
- Labidus nero  (Santschi, 1930) (=Eciton coecum nero Santschi, 1930)
- Labidus praedator (Smith, 1858)
- Labidus spininodis (Emery, 1890)
- Labidus truncatidens (Emery, 1920)

Исключённые виды
- Labidus mars (Forel, 1912) → Neivamyrmex mars (Forel 1912)